# 主流派経済学
主流派経済学（しゅりゅうはけいざいがく、英語: mainstream economics）は、多数派の経済学者によって受け入れられている経済学の流派。新古典派経済学やケインズ経済学などからなる。異端派経済学と対比される。日本では近代経済学と呼ばれることがある。

## 主流派経済学の成立
古典派経済学が発展し普及する前は、ヨーロッパで支配的な学派は重商主義であったが、それは制度化された学派というよりも、同系の経済思想の緩い集合だった。 18世紀後半にアダム・スミスによって発展した近代経済学は、現在古典学派と呼ばれるものによって支配されるようになった。 1930年代の大恐慌までは、英語圏の支配的な学派は古典派経済学であり、その後継者である新古典派経済学だった。フランスでは、重農主義が独特の伝統を形成し、ドイツでは歴史学派が発展した。イギリスでは、消費者の需要が不十分なために景気後退や停滞が生じるとする過少消費説 （Underconsumption theory）に関する議論も続き、大恐慌から第二次世界大戦の間、過少消費説に基づいたケインジアンが注目を集め、第二次世界大戦後は、ポール・サミュエルソンの新古典派総合によって、ケインズのマクロ経済学国民所得理論とミクロ経済学の価格理論の総合が試みられ、強い影響力をもち、1950 年代から 1970 年代まで主流だった。
新古典派統合が、1970年代のスタグフレーション現象の説明に失敗したことで、マクロ経済学のコンセンサスは崩壊した。代わって、ニュー・ケインジアンと新しい古典派（新古典派マクロ経済学）が出現し、マクロ経済学のミクロ的基礎づけを強調した。
1980年代から1990年代にかけて、マクロ経済学者は、ニューケインジアンと新古典派マクロ経済学の両方の要素を組み合わせた、新しい新古典派総合（New neoclassical synthesis）を形成し、現在の主流派の基礎となった 。新しい総合は、モデルを計量経済学的に検証する方法論的な問題に関する前例のない合意によって特徴付けられる。
「主流経済学」という用語は、サミュエルソンとノードハウスによる教科書「経済学 第17版」(2001年)の「経済学の家系図」に、J.M.ケインズ (1936 年) と新古典派経済学 (1860–1910)の融合として登場した。

## 現在
世界金融危機 (2007年-2010年)により、マクロ経済学におけるモデリングの失敗が露呈した。
経済学の専門職は、伝統的に新古典派経済学と結び付けられてきた。しかし、David Collanderは、ゲーム理論、行動経済学、産業組織論、情報経済学など現在の主流理論は、新古典派経済学の初期の公理とほとんど共通点がないと指摘している。